# Hodászi Lukács
Hodászi Pap Lukács (Hodász, 1555. – Debrecen, 1613. május 17.) református lelkész, a Tiszántúli református egyházkerület püspöke 1604-től haláláig.

## Élete
Nagyváradi származású, valószinű, hogy ott végezte tanulmányait és 1580. október 25-től a wittenbergi egyetem hallgatója volt. Ugyanott 1582. április 14-én a magyar tanulók 31. seniora lett. Innét Heidelbergbe ment. 1585-ben hazajött és Ecseden Báthori István udvari papja, azután a közép-szolnoki egyházmegye esperese lett. 1596-ban már debreceni pap és esperes. 1597. január 16-án jelen volt a tasnádi, 1598. január 25-én a csengeri, 1600. november 25-én ismét a tasnádi és 1603. február 13-án a dengelegi zsinaton. 1604 elején visszament Ecsedre lelkésznek. Azon év február 22-én a Csengerben tartott zsinaton megválasztották püspöknek. 1607 elején a debreceniek újra megválasztották lelkészüknek. 1609. október 12. nemességet nyert II. Mátyás királytól, nejével Fabó Margittal, és András és Mihály fiaival. 1613. május 17-én Debrecenben (Weszprémi szerint május 15-én), amikor a templomban a szószéken könyörgését mondta, szélütés érte és meghalt. Temetésén május 19-én Gönczi József diószegi és keserűi Dajka János nagyváradi pap tartottak fölötte gyászbeszédet. Püspöki hivataloskodásának legérdekesebb mozzanata a Szilvásújfalvi Anderkó Imrével folytatott viszálykodás volt, aki independens irányban a püspöki igazgatás ellen kelt ki és ezen meggyőződéseért előbb börtönnel, végül pedig számüzetéssel lakolt.

## Emlékezete
Debrecenben utca viseli a nevét.

## Munkái
- Halotti beszéd Báthori István felett. Hely n., 1605. (Egy példánya sem ismeretes.)
- Assertiones Orthodoxae, De Potestate Ecclesiastica: De quibus responsuri sunt Ordinandi Varadini in Synode Generali. Anno 1610... Debrecini. 1611.

Károlyi Péternek, Symbolum Apostolicum (Debreczen, 1600) c. munkájához előbeszédet írt.
Kézirati munkája: A dengelegi zsinatról (1603.) sajátkezűleg jegyezte fel az adatokat a debreczeni ev. ref. egyházkerület legrégibb jegyzőkönyvében. 